# Moon over Bourbon Street
"Moon over Bourbon Street" is een nummer van de Britse muzikant Sting. Het nummer verscheen op zijn eerste soloalbum The Dream of the Blue Turtles uit 1985. Op 1 februari 1986 werd het nummer uitgebracht als de vijfde single van het album.

## Achtergrond
"Moon over Bourbon Street" is geschreven door Sting zelf en geproduceerd door Sting en Pete Smith. Het door jazz beïnvloede nummer is geïnspireerd door de roman Interview with the Vampire van Anne Rice. Bourbon Street is de hoofdstraat van de wijk French Quarter in New Orleans. Alhoewel het nummer weinig succes kende, speelde Sting het wel een aantal keren live en zette hij het op zijn livealbum Bring On the Night uit 1986.
"Moon over Bourbon Street" werd enkel een kleine hit in het Verenigd Koninkrijk, waar het de 44e plaats behaalde. Desondanks bleek het een populair nummer; in Nederland staat het sinds 2005, met uitzondering van 2009, ieder jaar genoteerd in de Radio 2 Top 2000, waarbij in 2007 de hoogste notering werd behaald op positie 549. In 2005 nam Sting een nieuwe versie van het nummer op voor het liefdadigheidsalbum Hurricane Relief: Come Together Now, waarop ook trompettist Chris Botti te horen is.

## NPO Radio 2 Top 2000
| Nummer met noteringen in de NPO Radio 2 Top 2000 | '05 | '06 | '07 | '08  | '09 | '10 | '11 | '12 | '13 | '14  | '15  | '16  | '17  | '18  | '19  | '20  | '21  | '22  | '23  |
| ------------------------------------------------ | --- | --- | --- | ---- | --- | --- | --- | --- | --- | ---- | ---- | ---- | ---- | ---- | ---- | ---- | ---- | ---- | ---- |
| Moon over Bourbon Street                         | 955 | 722 | 549 | 1005 | -   | 688 | 749 | 977 | 894 | 1163 | 1269 | 1233 | 1334 | 1469 | 1617 | 1571 | 1593 | 1856 | 1838 |

1. ↑  Een '-' betekent dat het nummer niet was genoteerd en een vetgedrukt getal geeft de hoogste notering aan.
2. ↑  2005 was het eerste jaar met een notering voor dit nummer.
3. ↑  Deze tabel is bijgewerkt tot en met de laatste editie (2024).